# Tinodes compacta
Tinodes compacta är en nattsländeart som beskrevs av Wolfram Mey 1998. Tinodes compacta ingår i släktet Tinodes och familjen tunnelnattsländor. Inga underarter finns listade i Catalogue of Life.